# Francis Moore
Francis Moore   (Ontario, 29 d'octubre de 1900 - Ontario, 21 de gener de 1976)

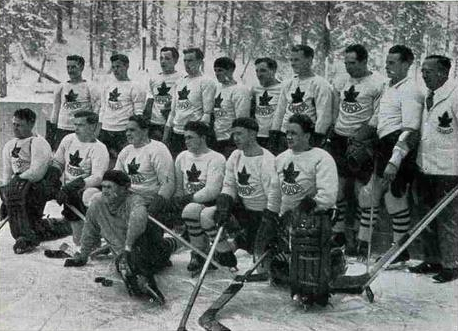
Selecció del Canadà d'hoquei sobre gel durant els Jocs Olímpics d'hivern de 1936, on guanyà la medalla d'argent.

va ser un jugador d'hoquei sobre gel canadenc que va competir durant la dècada de 1930.
El 1936 va prendre part en els Jocs Olímpics de Garmisch-Partenkirchen, on guanyà la medalla de plata en la competició d'hoquei sobre gel. Posteriorment jugà una temporada a l'OHA Senior A League amb els Toronto Goodyears.
Entre 1942 i 1945 fou president de l'Ontario Hockey Association. Des de 1976 s'atorga el trofeu F. W. "Dinty" Moore Trophy al porter novell de l'Ontario Hockey League amb millor mitjana de gols rebuts.